# Goianápolis (kommun)
Goianápolis är en kommun i Brasilien.   Den ligger i delstaten Goiás, i den centrala delen av landet, 150 km sydväst om huvudstaden Brasília. Antalet invånare är 10 681.
Följande samhällen finns i Goianápolis:
- Goianápolis

Omgivningarna runt Goianápolis är huvudsakligen savann. Runt Goianápolis är det ganska tätbefolkat, med 72 invånare per kvadratkilometer.